# Haemodracon trachyrhinus
Haemodracon trachyrhinus — вид геконоподібних ящірок родини Phyllodactylidae. Ендемік Ємену.

## Поширення і екологія
Haemodracon trachyrhinus є ендеміками острова Сокотра в Індійському океані. Вони живуть серед скель, порослих чагарниками, на кам'янистих пустищах, на порослих рослиннистю піщаних дюнах, у ваді. Зустрічаються на висоті до 100 м над рівінем моря. Ведуть нічний спосіб життя.